# Prefectura de El Pireo
La prefectura de El Pireo (en griego Νομαρχία Πειραιά o Πειραιώς) era una prefectura de Grecia, que formaba parte de la periferia de Ática y de la superprefectura de Atenas-El Pireo. La capital era la ciudad de El Pireo. El 1 de enero de 2011, con la nueva división administrativa de Grecia se dividió en dos unidades periféricas: Islas y El Pireo.

## Municipios y comunidades
| Municipio            | Nombre en griego     | Capital (si es distinta) | Código YPES |
| -------------------- | -------------------- | ------------------------ | ----------- |
| Egina                | Αίγινα               |                          | 4003        |
| Ágios Ioánnis Rentis | Άγιος Ιωάννης Ρέντης |                          | 4001        |
| Ampelakia            | Αμπελάκια            |                          | 4004        |
| Drapetsona           | Δραπετσώνα           |                          | 4006        |
| Hidra                | Ύδρα                 |                          | 4018        |
| Keratsini            | Κερατσίνι            |                          | 4007        |
| Korydallós           | Κορυδαλλός           |                          | 4008        |
| Citera               | Κύθηρα               |                          | 4009        |
| Méthana              | Μέθανα               |                          | 4010        |
| Nicea                | Νίκαια               |                          | 4011        |
| Pérama               | Πέραμα               |                          | 4013        |
| El Pireo             | Πειραιάς             |                          | 4012        |
| Poros                | Πόρος                |                          | 4014        |
| Salamina             | Σαλαμίνα             |                          | 4015        |
| Spetses              | Σπέτσες              |                          | 4016        |
| Troizina             | Τροιζήνα             | Galatas                  | 4017        |
| Comunidad            | Nombre en griego     | Capital (si es distinta) | Código YPES |
| Angistri             | Αγκίστρι             | Megalokhóri              | 4002        |
| Anticitera           | Αντικύθηρα           | Potamós                  | 4005        |